# مديرية قشن
مديرية قشن إحدى مديريات محافظة المهرة في أقصى شرق اليمن. بلغ عدد سكانها 35 ألف نسمة عام 2014 ، وغالبية سكانها من قبيلة المهرة.

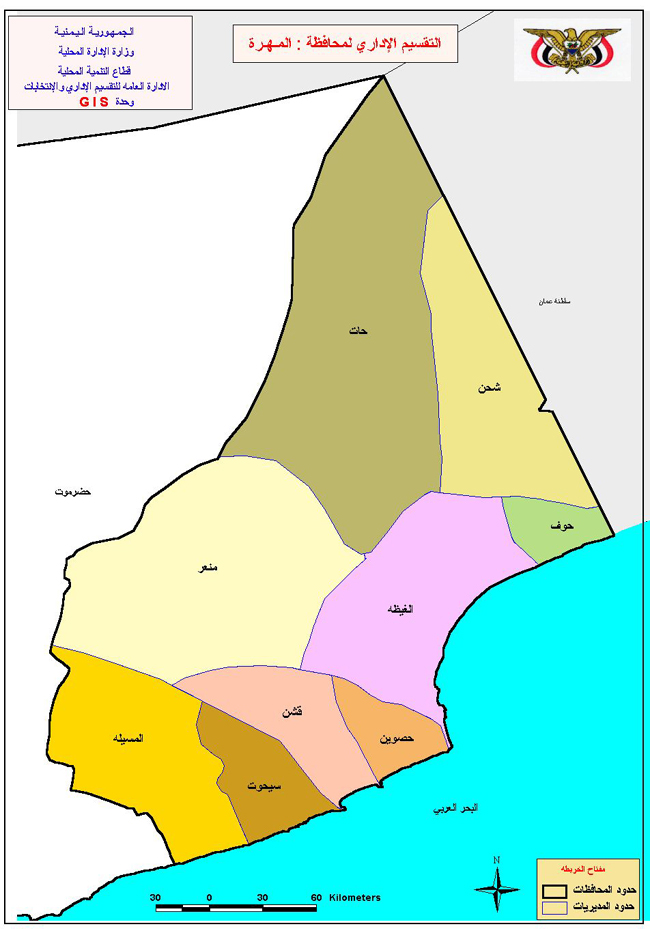
موقع مديرية قشن في محافظة المهرة